# Кобец, Константин Иванович
Константин Иванович Кобец (укр. Костянтин Іванович Кобець; 16 июля 1939, Киев — 30 декабря 2012, Москва) — советский и российский военный и государственный деятель, генерал армии (24 августа 1991).

## Образование
- 1959 — Киевское военно-инженерное училище связи[3][4]
- 1967 — Военная академия связи имени Маршала Советского Союза С. М. Будённого[3][5]
- 1978 — Военная академия Генерального штаба Вооружённых Сил СССР имени К. Е. Ворошилова[3][5]
- Доктор военных наук[4][6] (1989[7])
- Профессор[4][6] (1989)[источник не указан 153 дня]

## Биография
Родился 16 июля 1939 года в Киеве Украинской ССР.
- 1956 — зачислен на службу в Советскую Армию[5]
- 1959—1962 — командир телефонного взвода[3][5]
- 1962—1991 — член КПСС[7]
- 1962—1963 — заместитель командира роты связи[3][5]
- 1963 — старший инженер батальона связи[3]
- 1967—1970 — командир батальона связи[3][5]
- 1970—1972 — начальник штаба - заместитель командира полка связи[3][7]
- 1972—1974 — командир полка связи[7] Группы советских войск в Германии[3][5]
- 1974—1976 — начальник войск связи[7] 14-й армии[5] Одесского военного округа[7]
- С 1976 г. — слушатель Военной академии Генерального штаба[7].
- 1978—1980 — заместитель начальника войск связи Забайкальского военного округа[3][7]
- 1980—1982 — начальник войск связи Забайкальского военного округа[3][5]
- 1982—1986 — начальник войск связи[5][7] — заместитель начальника штаба Главного командования войск Дальнего Востока[7].
- 1986 — участник ликвидации последствий аварии на Чернобыльской АЭС
- 1986—1987 — первый заместитель начальника войск связи Министерства обороны СССР[4][5]
- август 1987 — март 1991 — начальник войск связи Министерства обороны СССР — заместитель начальника Генерального штаба Вооружённых Сил СССР[3][5]; генерал-полковник (17 февраля 1988)

Весной 1990 года посетил с официальным визитом Народную Демократическую Республику Йемен[значимость факта?].
В 1990 году избран народным депутатом РСФСР от г. Чехова Московской области. Возглавлял группу народных депутатов РСФСР от Вооружённых Сил СССР.
31 января 1991 года назначен председателем Государственного комитета РСФСР по обороне и безопасности (5 мая того же года этот Госкомитет был разделен на Госкомитет РСФСР по делам обороны и КГБ РСФСР).
С 17 мая по 10 июля 1991 года — председатель Государственного комитета РСФСР по делам обороны. С 11 июля 1991 года — и. о. председателя Государственного комитета РСФСР по делам обороны. При формировании второго правительства Ивана Силаева 30 июля 1991 года этот комитет переименован в Государственный комитет РСФСР по оборонным вопросам. Был переназначен председателем комитета 19 августа, однако, 9 сентября это решение было отменено.
Должность Министра обороны временно учреждена в РСФСР 20 августа 1991 года до восстановления в полном объёме деятельности конституционных органов государственной власти и управления СССР. Министром обороны РСФСР в тот же день был назначен генерал-полковник Кобец, поскольку он был самым высокопоставленным военачальником, с первого дня событий августовского путча стоявшим на стороне Бориса Ельцина. 24 августа 1991 года ему присвоено воинское звание генерал армии. Уже 9 сентября 1991 года должность Министра обороны РСФСР была упразднена.
10 сентября 1991 года назначен Государственным советником РСФСР по обороне и членом Государственного Совета РСФСР, несмотря на то, что уже был членом совета по должности и. о. председателя Госкомитета по оборонным вопросам. С сентября по декабрь 1991 года одновременно Председатель Комитета по подготовке и проведению военной реформы при Государственном совете СССР. 25 марта 1992 года освобождён от должности Государственного советника и направлен в распоряжение Главнокомандующего ОВС СНГ маршала авиации Евгения Шапошникова.

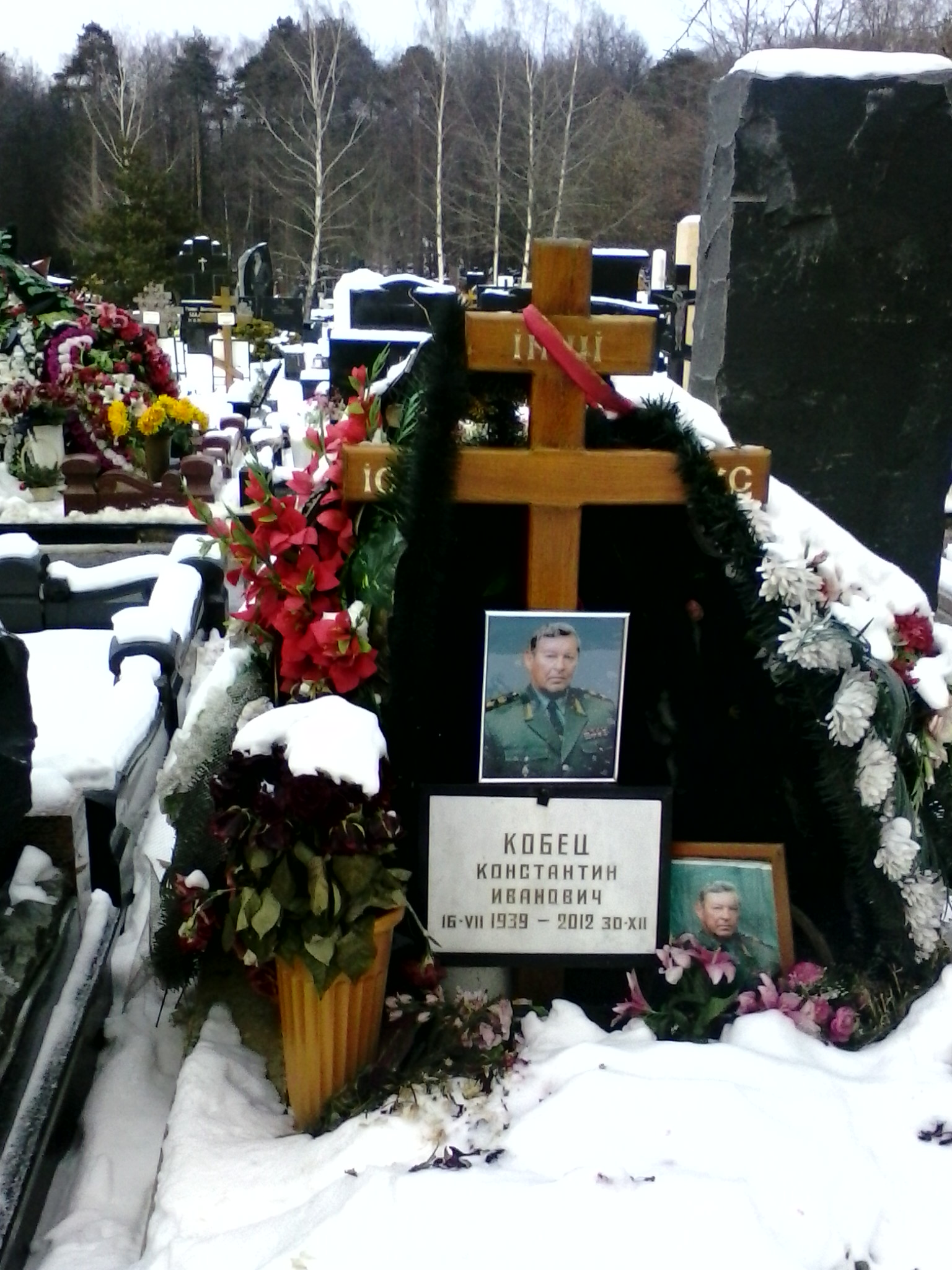
Могила Кобеца на Троекуровском кладбище Москвы

4 апреля 1992 года была создана Государственная комиссия по созданию Министерства обороны, армии и флота России. Председателем комиссии назначен советник президента России Дмитрий Волкогонов, заместителями — ПавелГрачёв, Андрей Кокошин, Константин Кобец и Юрий Скоков.
С сентября 1992 года — Главный военный инспектор Вооружённых сил РФ, председатель Военно-законодательной комиссии Министерства обороны; одновременно с июня 1993 года — заместитель Министра обороны Российской Федерации, а с января 1995 года статс-секретарь Министерства обороны  — заместитель министра обороны России.
18 мая 1997 года был снят с должности, уволен из Вооружённых Сил и арестован по обвинению в получении взятки и незаконном хранении оружия. Перед арестом его часто называли одним из наиболее вероятных кандидатов на должность министра обороны Российской Федерации. С другой стороны, его имя постоянно было в центре различных коррупционных скандалов. Коммунисты и ультра-националисты его сильно не любили за приверженность курсу президента России Ельцина: в августе 1991 года он руководил так называемой обороной «Белого дома», а в октябре 1993 года, наоборот, собирал танкистов для его штурма. В 1998 году признал свою вину и был освобождён из-под стражи под подписку о невыезде. В 2000 году его дело прекращено по амнистии, после чего он заявил о недействительности сделанного им ранее признания своей вины.
Умер 30 декабря 2012 года в Москве на 74-м году жизни. Похоронен 2 января 2013 года в Москве на Троекуровском кладбище.
Был женат, имел сына.

## Награды
- Орден «За военные заслуги» (1996)
- Орден «За личное мужество» (7 октября 1993) — за мужество и отвагу, проявленную при пресечении вооружённой попытки государственного переворота 3-4 октября 1993 года в городе Москве[31][32]
- Орден Боевого Красного Знамени[4] (24 декабря 1991)[33]
- Орден Октябрьской Революции[4][7]
- Орден Красной Звезды[4][7]
- Орден «За службу Родине в Вооружённых Силах СССР» III степени[4][7]

## Сочинения
- «Путч: до и после»